# Берлок, Карлос
Карлос Альберто Берлок (исп. Carlos Alberto Berlocq; род. 3 февраля 1982 Часкомус, Аргентина) — аргентинский профессиональный теннисист. Победитель четырёх турниров ATP (из них два в одиночном разряде).

## Общая информация
Карлос — один из шести детей Карлоса-старшего и Амадео Берлоков; его сестёр зовут Мара, Фернанда и Флоренсия, а братьев — Николас и Гильермо.
Женат. У него и его супруги Марии Ноэль Серрано есть один ребёнок — дочь Стефания (род. 2009).
Начал играть в теннис в возрасте четырёх лет; любимое покрытие — грунт, лучший элемент игры — действия у сетки.

## Спортивная карьера
Начало карьеры.
Профессиональную карьеру Берлок начал в 2001 году. Летом 2002 года он выиграл три турнира серии «фьючерс» в одиночном разряде. В период с 2003 по 2004 года аргентинец победил на семи одиночных серии «фьючерсах». В мае 2005 года Карлос выигрывает первый для себя турнир из серии «челленджер», который проходил в Турине. В июле того же года он дебютирует в основной сетке турнира ATP в Штутгарте, а в августе выигрывает ещё один «челленджер» в Корденонсе. В ноябре Берлок впервые попал в Топ-100 мужского одиночного рейтинга и в статусе уже теннисиста из первой сотни победил на «челленджере» в Буэнос-Айресе.
В январе 2006 года Карлос дебютирует в основной сетке на турнирах серии Большого шлема, сыграв на Открытом чемпионате Австралии. В первом раунде он уступил немцу Бьорну Фау. В августе на турнире в Сопоте аргентинец впервые вышел в одиночный четвертьфинал в АТП-туре. В конце года Берлок выиграл «челленджер» в Нейплсе. В феврале 2007 года он сыграл в четвертьфинале турнира в Винья-дель-Маре. В марте Карлос добился победы на «челленджере» в Барлетте. В мае на Открытом чемпионате Франции он выиграл первый матч на Большом шлеме в основной сетке и попал во второй раунд. В июле Берлок взял титул ещё на одном «челленджере» в Турине и вышел в 1/4 финала турнира АТП в Умаге. В сентябре на турнире в Бухаресте он впервые сумел дойти до полуфинала АТП-тура.
В 2008 году Берлок в основном туре лишь один раз добрался до четвертьфинала (в Винья-дель-Маре). В июле он сыграл в парном финале на турнире в Умаге в дуэте с Леонардо Майером. В сентябре Карлос досрочно завершил выступления в сезоне. В феврале 2010 года он вышел в четвертьфинал турнира в Сан-Паулу. В июле Берлок выиграл дебютный титул ATП в парном разряде. Произошло это на грунтовом турнире в Штутгарте, где он разделил свой успех с Эдуардо Шванком. За 2010 год Берлок трижды становился победителем «челленджеров». В июле 2011 года Берлок выиграл «челленджер» в Турине. На турнире АТП в Умаге он прошёл в четвертьфинал. Осенью он выиграл ещё два «челленджера» в Италии и два в Южной Америке. В октябре он смог сыграть в финале парных соревнований турнира в Москве, пройдя туда в альянсе с Давидом Марреро.
2012-17.

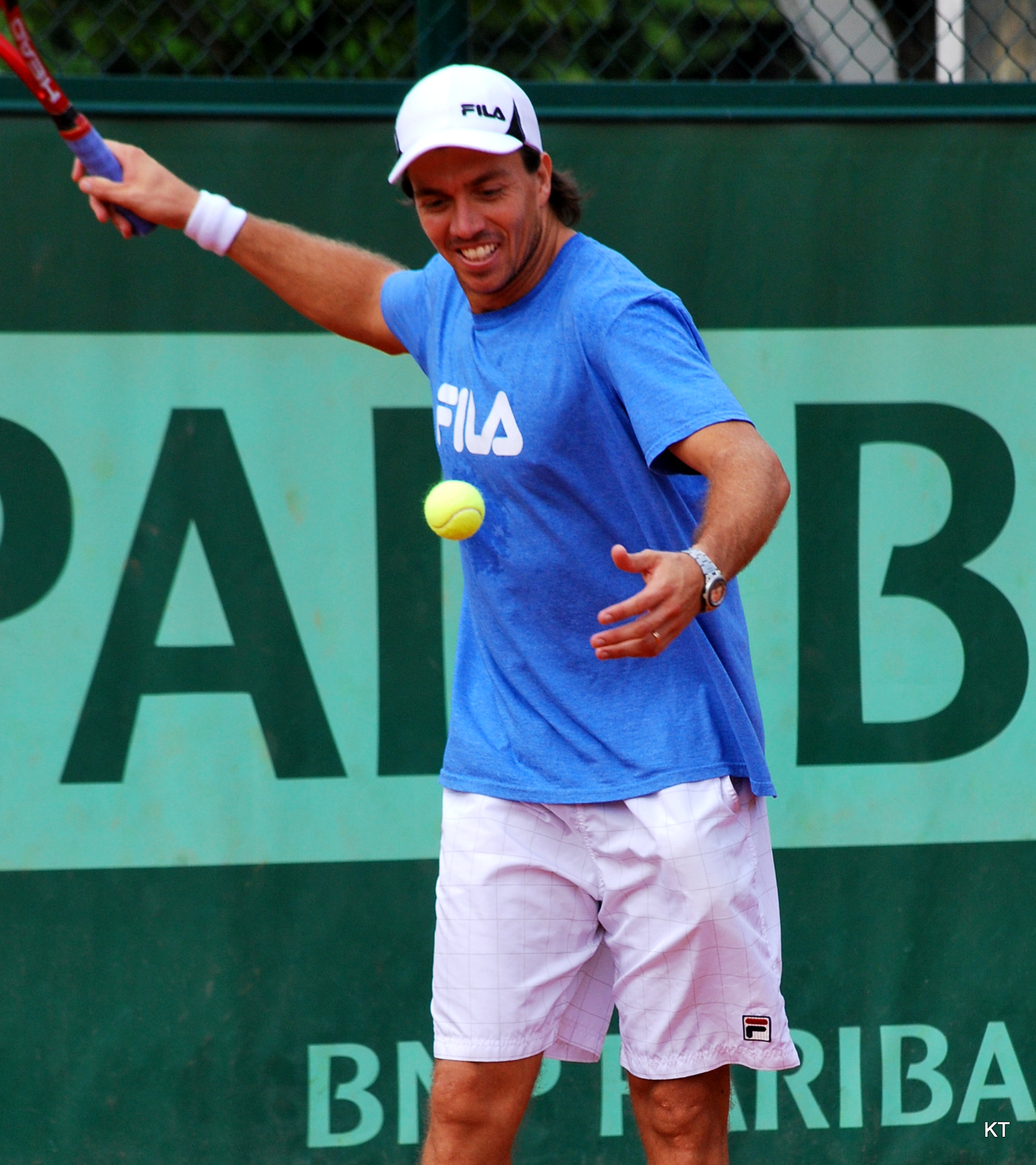
Берлок во время Открытого чемпионата Франции 2012 года

В начале февраля 2012 года Карлос сыграл свой дебютный финал на турнирах АТП в одиночном разряде. Произошло это на грунте в Винья-дель-Маре, где в борьбе за главный трофей он уступил Хуану Монако — 1-6, 7-6(1), 1-6. С испанским теннисистом Пабло Андухаром он прошёл и в финал парных соревнований, но также не смог завоевать титул. После выступления в Чили он три раза подряд достигал стадии 1/4 финала на грунтовых турнирах в Сан-Паулу, Буэнос-Айресе и Акапулько. Эти результаты позволили Берлоку подняться на наивысшее в его карьере — 37-е место одиночного рейтинга. В апреле он вышел ещё в один четвертьфинал на турнире в Хьюстоне. В июле Карлос сыграл в 1/4 финала турнира в Умаге. В августе он выступил на первой в карьере Олимпиаде, которая проводилась в Лондоне. На старте Олимпийского турнира Берлок проиграл россиянину Александру Богомолову. В сентябре того года он дебютировал за сборную Аргентины, сыграв в полуфинальном матче Кубка Дэвиса против сборной Чехии. Берлок проиграл одну одиночную и парную встречи и аргентинцы уступили с общим счётом 2-3. В октябре в паре с Денисом Истоминым он дошёл до финала парных соревнований в Пекине.
В феврале 2013 года лучшими результатами Берлока стали выход в полуфинал в Винья-дель-Маре и четвертьфинал в Сан-Паулу. В марте на турнире серии Мастерс в Индиан-Уэллсе он смог обыграть двух сеянных теннисистов Александра Долгополова и Кэя Нисикори и попасть в четвёртый раунд. В июле аргентинец успешно провёл турнир в Бостаде, завоевав первый одиночный титул в Мировом туре. В решающем матче он обыграл испанца Фернандо Вердаско — 7-5, 6-1. Так же в Бостаде Карлос вышел в парный финал, где уступил, выступая в команде с Альбертом Рамосом. Лучшим его достижением осенью стал выход в четвертьфинал на турнире в Меце.
В начале мая 2014 года Берлок завоевал второй в карьере титул. Произошло это на грунтовом турнире в Оэйраше. По ходу турнира аргентинец обыграл двух теннисистов из топ-10: в четвертьфинале № 9 в мире Милоша Раонича (7-5, 6-4), а в финале № 6 Томаша Бердыха (0-6, 7-5, 6-1). На подготовительном к Ролан Гаррос турнире в Ницце Берлок смог пройти в четвертьфинал. В июле на турнире в Бостаде в четвертьфинале он одержал ещё одну победу на теннисистом из первой десятки № 7 Давидом Феррером (6-3, 6-3) и в итоге вышел в полуфинал. На Открытом чемпионате США сезона 2013 года Карлос смог в парном разряде выйти в четвертьфинал в альянсе с соотечественником Леонардо Майером. В сентябре он победил на «челленджере» в Порту-Алегри.
Лучшим результатом первой половины сезона 2015 года для Берлока стал выход в полуфинал февральского турнира в Буэнос-Айресе. В начале августа он выиграл парный трофей на турнире в Кицбюэле, разделив успех со своим партнёром Николасом Альмагро. В октябре он первенствовал на «челленджере» в Сан-Паулу.
Старт сезона 2016 года Берлок пропустил, начав выступать в марте. В июне он выиграл «челленджер» в Блуа. В июле на грунте в Умаге Карлос в первые за 14 месяцев вышел в полуфинал турнира АТП. Следующий раз в полуфинал основных соревнований он попал в феврале 2017 года в Буэнос-Айресе.
В апреле 2018 года выиграл панамский челленджер в одноименном городе. Разобравшись в полуфинале со своим соотечественником Хуаном Лондеро со счётом 2-1 (6-7 5-7 6-7), Карлос вышел в финал и выгриал свой единственный трофей в сезоне, обыграв теннисиста из Словении Ролу Блажа со счётом 2-0 (6-2 6-0).
В сентябре 2018 года дошёл до финала челленджера в Баня Лука (Босния и Герцеговина), где не смог одолеть итальянца Алессандро Джанесси.

## Рейтинг на конец года
| Год  | Одиночный рейтинг | Парный рейтинг |
| 2018 | 139               | 275            |
| 2017 | 112               | 310            |
| 2016 | 95                | 581            |
| 2015 | 111               | 79             |
| 2014 | 72                | 171            |
| 2013 | 41                | 171            |
| 2012 | 66                | 84             |
| 2011 | 60                | 71             |
| 2010 | 66                | 80             |
| 2009 | 255               | 443            |
| 2008 | 157               | 123            |
| 2007 | 85                | 93             |
| 2006 | 132               | 215            |
| 2005 | 79                | 164            |
| 2004 | 209               | 426            |
| 2003 | 307               | 215            |
| 2002 | 297               | 490            |
| 2001 | 661               | 559            |
| 2000 | 953               | 739            |

## Выступления на турнирах

### Финалы турниров ATP в одиночном разряде (3)

#### Победы (2)
| Титулы                                  |
| --------------------------------------- |
| Турниры Большого Шлема (0)              |
| Кубок Мастерс / Финал Мирового тура (0) |
| ATP Masters 1000 (0)                    |
| ATP International Gold / ATP 500 (0)    |
| ATP International / ATP 250 (2+2)       |

| Титулы по покрытиям | Титулы по месту проведения матчей турнира |
| ------------------- | ----------------------------------------- |
| Хард (0)            | Зал (0)                                   |
| Грунт (2+2)         | Зал (0)                                   |
| Трава (0)           | Открытый воздух (2+2)                     |
| Ковёр (0)           | Открытый воздух (2+2)                     |

| №  | Дата         | Турнир             | Покрытие | Соперник в финале | Счёт        |
| 1. | 14 июля 2013 | Бостад, Швеция     | Грунт    | Фернандо Вердаско | 7-5 6-1     |
| 2. | 4 мая 2014   | Оэйраш, Португалия | Грунт    | Томаш Бердых      | 0-6 7-5 6-1 |

#### Поражения (1)
| №  | Дата           | Турнир               | Покрытие | Соперник в финале | Счёт           |
| 1. | 5 февраля 2012 | Винья-дель-Мар, Чили | Грунт    | Хуан Монако       | 3-6 7-6(1) 1-6 |

### Финалы челленджеров и фьючерсов в одиночном разряде (50)

#### Победы (30)
| Условные обозначения |
| Челленджеры (19+9)   |
| Фьючерсы (11+12)     |

| Титулы по покрытиям | Титулы по месту проведения матчей турнира |
| ------------------- | ----------------------------------------- |
| Хард (1+6)          | Зал (0)                                   |
| Грунт (29+15)       | Зал (0)                                   |
| Трава (0)           | Открытый воздух (30+21)                   |
| Ковёр (0)           | Открытый воздух (30+21)                   |

| №   | Дата             | Турнир                            | Покрытие | Соперник в финале     | Счёт                   |
| 1.  | 9 июня 2002      | Санта-Мария-Уатулько, Мексика     | Хард     | Бруно Эчагарай        | 6-3 1-6 6-3            |
| 2.  | 30 июня 2002     | Винья-дель-Мар, Чили              | Грунт    | Фелипе Парада         | 6-2 6-7(5) 6-4         |
| 3.  | 7 июля 2002      | Сантьяго, Чили                    | Грунт    | Андрес Дельяторре     | 6-3 6-0                |
| 4.  | 31 августа 2003  | Буэнос-Айрес, Аргентина           | Грунт    | Андрес Дельяторре     | 6-3 3-6 6-1            |
| 5.  | 7 сентября 2003  | Буэнос-Айрес, Аргентина           | Грунт    | Диего Хартфилд        | 3-6 6-3 6-1            |
| 6.  | 12 октября 2003  | Медельин, Колумбия                | Грунт    | Марко Нойнтайбл       | 6-4 6-4                |
| 7.  | 16 мая 2004      | Буэнос-Айрес, Аргентина           | Грунт    | Кристиан Вильягран    | 6-4 6-2                |
| 9.  | 6 июня 2004      | Крань, Словения                   | Грунт    | Маркос Даниэль        | 7-6(5) 6-1             |
| 10. | 27 июня 2004     | Тулон, Франция                    | Грунт    | Бруно Эчагарай        | 6-3 6-1                |
| 11. | 4 сентября 2004  | Буэнос-Айрес, Аргентина           | Грунт    | Родольфо Даруич       | 6-1 6-1                |
| 12. | 29 мая 2005      | Турин, Италия                     | Грунт    | Алессио ди Мауро      | 7-5 6-1                |
| 13. | 21 августа 2005  | Корденонс, Италия                 | Грунт    | Жером Энель           | 7-6(5) 6-4             |
| 14. | 27 ноября 2005   | Буэнос-Айрес, Аргентина           | Грунт    | Диего Хартфилд        | 7-5 3-6 6-4            |
| 15. | 26 ноября 2006   | Нейплс, США                       | Грунт    | Пабло Куэвас          | 6-3 7-5                |
| 16. | 25 марта 2007    | Барлетта, Италия                  | Грунт    | Вернер Эшауэр         | 3-6 7-6(7) 2-0 — отказ |
| 17. | 8 июля 2007      | Турин, Италия                     | Грунт    | Борис Пашански        | 6-4 6-2                |
| 18. | 27 июня 2010     | Реджо-нель-Эмилия, Италия         | Грунт    | Пабло Андухар         | 6-0 7-6(1)             |
| 19. | 11 июля 2010     | Сан-Бенедетто-дель-Тронто, Италия | Грунт    | Даниэль Химено-Травер | 6-3 4-6 6-4            |
| 20. | 19 сентября 2010 | Тоди, Италия                      | Грунт    | Марсель Гранольерс    | 6-4 6-3                |
| 21. | 3 июля 2011      | Турин, Италия                     | Грунт    | Альберт Рамос         | 6-4 6-3                |
| 22. | 18 сентября 2011 | Тоди, Италия                      | Грунт    | Филиппо Воландри      | 6-3 6-1                |
| 23. | 9 октября 2011   | Палермо, Италия                   | Грунт    | Адриан Унгур          | 6-1 6-1                |
| 24. | 13 ноября 2011   | Буэнос-Айрес, Аргентина           | Грунт    | Гаштан Элиаш          | 6-1 7-6(3)             |
| 25. | 20 ноября 2011   | Монтевидео, Уругвай               | Грунт    | Максимо Гонсалес      | 6-2 7-5                |
| 26. | 28 сентября 2014 | Порту-Алегри, Бразилия            | Грунт    | Диего Шварцман        | 6-4 4-6 6-0            |
| 27. | 11 октября 2015  | Сан-Паулу, Бразилия               | Грунт    | Киммер Коппеянс       | 6-3 6-1                |
| 28. | 19 июня 2016     | Блуа, Франция                     | Грунт    | Стив Дарси            | 6-2 6-0                |
| 29. | 26 ноября 2017   | Рио-де-Жанейро, Бразилия          | Грунт    | Хауме Мунар           | 6-4 2-6 3-0 — отказ    |
| 30. | 7 апреля 2018    | Панама, Панама                    | Грунт    | Блаж Рола             | 6-2 6-0                |

#### Поражения (20)
| №   | Дата             | Турнир                           | Покрытие | Соперник в финале        | Счёт                |
| 1.  | 7 октября 2001   | Санта-Крус-де-ла-Сьерра, Боливия | Грунт    | Андрес Дельяторре        | 5-7 1-6             |
| 2.  | 19 мая 2002      | Лорето, Мексика                  | Хард     | Бруно Соарес             | 4-6 4-6             |
| 3.  | 8 сентября 2002  | Овьедо, Испания                  | Грунт    | Оскар Эрнандес           | 1-6 3-6             |
| 4.  | 14 сентября 2003 | Санта-Крус-де-ла-Сьерра, Боливия | Грунт    | Хуан Монако              | 4-6 3-6             |
| 5.  | 5 октября 2003   | Сантьяго, Чили                   | Грунт    | Эдгардо Масса            | 3-6 7-6(4) 2-6      |
| 6.  | 9 мая 2004       | Буэнос-Айрес, Аргентина          | Грунт    | Кристиан Вильягран       | 4-6 2-6             |
| 7.  | 13 июня 2004     | Марибор, Словения                | Грунт    | Грега Жемля              | 7-6(1) 3-6 4-6      |
| 8.  | 20 июня 2004     | Блуа, Франция                    | Грунт    | Мариано Альберт-Феррандо | 3-6 2-6             |
| 9.  | 15 августа 2004  | Манта, Эквадор                   | Хард     | Джованни Лапентти        | 7-6(2) 3-6 4-6      |
| 10. | 3 июля 2005      | Бьелла, Италия                   | Грунт    | Ираклий Лабадзе          | 6-7(4) 0-6          |
| 11. | 16 сентября 2006 | Белен, Бразилия                  | Грунт    | Гильермо Каньяс          | 6-4 2-6 6-7(8)      |
| 12. | 6 января 2008    | Сан-Паулу, Бразилия              | Хард     | Тьяго Алвес              | 4-6 6-3 5-7         |
| 13. | 18 мая 2008      | Загреб, Хорватия                 | Грунт    | Кристоф Рохус            | 3-6 4-6             |
| 14. | 13 сентября 2009 | Генуя, Италия                    | Грунт    | Альберто Мартин          | 3-6 3-6             |
| 15. | 30 мая 2010      | Алессандрия, Италия              | Грунт    | Бьорн Фау                | 6-7(6) 6-2 2-6      |
| 16. | 21 ноября 2010   | Канкун, Мексика                  | Грунт    | Пере Риба                | 4-6 0-6             |
| 17. | 23 августа 2015  | Мербуш, Германия                 | Грунт    | Андреас Хайдер-Маурер    | 2-6 4-6             |
| 18. | 15 ноября 2015   | Буэнос-Айрес, Аргентина          | Грунт    | Кайл Эдмунд              | 0-6 4-6             |
| 19. | 8 мая 2016       | Экс-ан-Прованс, Франция          | Грунт    | Тьягу Монтейру           | 6-4 4-6 1-6         |
| 20. | 9 октября 2016   | Кампинас, Бразилия               | Грунт    | Факундо Багнис           | 7-5 2-6 0-3 — отказ |

### Финалы турнировATPв парном разряде (7)

#### Победы (2)
| №  | Дата           | Турнир             | Покрытие | Партнёр          | Соперники в финале           | Счёт           |
| 1. | 18 июля 2010   | Штутгарт, Германия | Грунт    | Эдуардо Шванк    | Кристофер Кас Филипп Пецшнер | 7-6(5) 7-6(6)  |
| 2. | 8 августа 2015 | Кицбюэль, Австрия  | Грунт    | Николас Альмагро | Хенри Континен Робин Хасе    | 5-7 6-3 [11-9] |

#### Поражения (5)
| №  | Дата            | Турнир               | Покрытие | Партнёр       | Соперники в финале                  | Счёт            |
| 1. | 20 июля 2008    | Умаг, Хорватия       | Грунт    | Фабио Фоньини | Михал Мертиняк Петр Пала            | 6-2 3-6 [5-10]  |
| 2. | 23 октября 2011 | Москва, Россия       | Хард(i)  | Давид Марреро | Филип Полашек Франтишек Чермак      | 3-6 1-6         |
| 3. | 5 февраля 2012  | Винья-дель-Мар, Чили | Грунт    | Пабло Андухар | Фредерику Жил Даниэль Химено-Травер | 6-1 5-7 [10-12] |
| 4. | 7 октября 2012  | Пекин, Китай         | Хард     | Денис Истомин | Боб Брайан Майк Брайан              | 3-6 2-6         |
| 5. | 14 июля 2013    | Бостад, Швеция       | Грунт    | Альберт Рамос | Николас Монро Симон Штадлер         | 2-6 6-3 [3-10]  |

### Финалы челленджеров и фьючерсов в парном разряде (38)

#### Победы (21)
| №   | Дата            | Турнир                  | Покрытие | Партнёр                  | Соперники в финале                               | Счёт                 |
| 1.  | 9 сентября 2001 | Буэнос-Айрес, Аргентина | Грунт    | Хуан Пабло Бжежицки      | Андрес Дельяторре Даниэль Караччоло              | 4-6 6-4 6-2          |
| 2.  | 26 мая 2002     | Лос-Кабос, Мексика      | Хард     | Бруно Соарес             | Ненад Тороман Серхио Элиас-Мусалем               | 6-3 7-5              |
| 3.  | 22 июня 2002    | Сантьяго, Чили          | Грунт    | Лионель Новиски          | Мигель Миранда Филлип Харбё                      | 6-4 6-2              |
| 4.  | 8 сентября 2002 | Овьедо, Испания         | Грунт    | Хуан Пабло Бжежицки      | Антонио Балдельоу-Эстева Габриэль Трухильо-Солер | 4-6 6-1 6-4          |
| 5.  | 26 января 2003  | Монтего-Бей, Ямайка     | Хард     | Кристиан Вильягран       | Диего Веронелли Хуан Пабло Гусман                | 7-5 6-4              |
| 6.  | 2 февраля 2003  | Монтего-Бей, Ямайка     | Хард     | Андрес Дельяторре        | Райан Рассел Жан-Жюльен Ройер                    | 6-2 2-6 6-2          |
| 7.  | 6 апреля 2003   | Наукальпан, Мексика     | Грунт    | Хуан Пабло Бжежицки      | Андрес Дельяторре Эстебан Каррил-Касо            | Без игры             |
| 8.  | 24 августа 2003 | Буэнос-Айрес, Аргентина | Грунт    | Бриан Дабул              | Патрисио Аркес Себастьян Декуд                   | 6-2 6-3              |
| 9.  | 2 ноября 2003   | Буэнос-Айрес, Аргентина | Грунт    | Кристиан Вильягран       | Андрес Дельяторре Кристиан Кордаш                | 6-7(6) 7-5 6-3       |
| 10. | 24 января 2004  | Гватемала, Гватемала    | Хард     | Мигель Гальярдо-Вальес   | Бриан Дабул Игнасио Гонсалес-Кинг                | 6-7(2) 7-6(3) 7-6(5) |
| 11. | 31 января 2004  | Сан-Хосе, Коста-Рика    | Хард     | Стефан Вотерс            | Марсио Торрес Лукас Энгель                       | 7-6(5) 3-6 6-4       |
| 12. | 16 мая 2004     | Буэнос-Айрес, Аргентина | Грунт    | Антонио Пасторино        | Диего дель Рио Франсиско Поцци-Романацци         | 6-4 6-2              |
| 13. | 7 августа 2005  | Трани, Италия           | Грунт    | Кристиан Вильягран       | Джорджо Галимберти Ираклий Лабадзе               | 4-6 6-2 6-4          |
| 14. | 11 ноября 2007  | Асунсьон, Парагвай      | Грунт    | Мартин Вассальо Аргуэльо | Адриан Гарсия Бартоломе Сальва-Видаль            | 7-5 6-7(5) [13-11]   |
| 15. | 6 июля 2008     | Турин, Италия           | Грунт    | Фредерику Жил            | Ярослав Левинский Томаш Цибулец                  | 6-4 6-3              |
| 16. | 11 января 2009  | Сан-Паулу, Бразилия     | Хард     | Леонардо Майер           | Орасио Себальос Мариано Худ                      | 7-6(1) 6-3           |
| 17. | 4 июля 2010     | Турин, Италия           | Грунт    | Фредерику Жил            | Даниэле Браччали Потито Стараче                  | 6-3 7-6(5)           |
| 18. | 3 октября 2010  | Монтевидео, Уругвай     | Грунт    | Бриан Дабул              | Максимо Гонсалес Себастьян Прието                | 7-5 6-3              |
| 19. | 10 октября 2010 | Буэнос-Айрес, Аргентина | Грунт    | Бриан Дабул              | Хорхе Агилар Федерико Дельбонис                  | 6-3 6-2              |
| 20. | 28 ноября 2010  | Буэнос-Айрес, Аргентина | Грунт    | Бриан Дабул              | Андрес Молтени Гидо Пелья                        | 7-6(4) 6-3           |
| 21. | 13 ноября 2011  | Буэнос-Айрес, Аргентина | Грунт    | Эдуардо Шванк            | Ярослав Поспишил Марсель Фельдер                 | 6-7(1) 6-4 [10-7]    |

#### Поражения (17)
| №   | Дата             | Турнир                     | Покрытие | Партнёр                  | Соперники в финале                            | Счёт                 |
| 1.  | 3 сентября 2001  | Лима, Перу                 | Грунт    | Федерико Кардинали       | Патрисио Аркес Игнасио Гонсалес-Кинг          | 5-7 1-6              |
| 2.  | 12 августа 2001  | Буэнос-Айрес, Аргентина    | Грунт    | Хуан Пабло Бжежицки      | Мартин Вассальо Аргуэльо Даниэль Караччоло    | 2-6 6-7(2)           |
| 3.  | 30 сентября 2001 | Кочабамба, Боливия         | Грунт    | Луис Ормасабаль          | Андрес Дельяторре Науэль Фракасси             | 7-6(0) 6-7(5) 6-7(3) |
| 4.  | 22 сентября 2002 | Барселона, Испания         | Грунт    | Хуан Пабло Бжежицки      | Мариано Альберт-Феррандо Марк Форнель-Местрес | 6-7(5) 5-7           |
| 5.  | 27 июля 2003     | Кампус-ду-Жордау, Бразилия | Хард     | Мигель Гальярдо-Вальес   | Рик де Вуст Джованни Лапентти                 | 1-6 5-7              |
| 6.  | 7 сентября 2003  | Буэнос-Айрес, Аргентина    | Грунт    | Бриан Дабул              | Густаво Маркаччо Патрисио Руди                | 7-5 4-6 3-6          |
| 7.  | 12 октября 2003  | Медельин, Колумбия         | Грунт    | Роналдо Карвальо         | Себастьян Декуд Хавьер Таборга                | 6-7(3) 6-7(4)        |
| 8.  | 19 октября 2003  | Богота, Колумбия           | Грунт    | Роналдо Карвальо         | Карлос Саламанка Алехандро Фалья              | 4-6 7-5 4-6          |
| 9.  | 6 июня 2004      | Крань, Словения            | Грунт    | Эктор Руис-Каденас       | Андрей Крачман Бенджамин Руфер                | 4-6 4-6              |
| 10. | 3 июля 2005      | Бьелла, Италия             | Грунт    | Рикардо Мельо            | Том Ванхудт Габриэль Трифу                    | 4-6 6-4 4-6          |
| 11. | 20 ноября 2005   | Аракажу, Бразилия          | Грунт    | Мартин Вассальо Аргуэльо | Максимо Гонсалес Серхио Ройтман               | 4-6 7-6(7) 3-6       |
| 12. | 19 ноября 2006   | Асунсьон, Парагвай         | Грунт    | Мартин Вассальо Аргуэльо | Томас Беренд Андре Гем                        | 6-3 3-6 [3-10]       |
| 13. | 21 января 2007   | Ла-Серена, Чили            | Грунт    | Бриан Дабул              | Симоне Ваньоцци Марк Лопес                    | 6-3 3-6 [1-10]       |
| 14. | 10 мая 2010      | Сан-Ремо, Италия           | Грунт    | Себастьян Декуд          | Мартин Вассальо Аргуэльо Диего Хункейра       | 6-2 4-6 [8-10]       |
| 15. | 12 сентября 2010 | Риека, Хорватия            | Грунт    | Рубен Рамирес Идальго    | Ловро Зовко Адиль Шамасдин                    | 6-1 6-7(9) [5-10]    |
| 16. | 17 октября 2010  | Асунсьон, Парагвай         | Грунт    | Бриан Дабул              | Паоло Лоренци Фабио Фоньини                   | 3-6 4-6              |
| 17. | 15 января 2017   | Канберра, Австралия        | Хард     | Андрес Мольтени          | Андре Бегеман Ян-Леннард Штруфф               | 3-6 4-6              |